# Wereldkampioenschappen skivliegen 2014
De wereldkampioenschappen skivliegen 2014 werden van 13 tot en met 16 maart gehouden op de Čerťák in het Tsjechische Harrachov.
In de individuele wedstrijd werd de Duitser Severin Freund na slechts twee, in plaats van de geplande vier, sprongen wereldkampioen. De derde en de vierde sprong waren afgelast vanwege de te harde wind. Ook de landenwedstrijd kon vanwege de wind geen doorgang vinden.

## Wedstrijdschema
| Datum    | Tijd        | Schansrecord | Detail                                                          |
| -------- | ----------- | ------------ | --------------------------------------------------------------- |
| 13 maart | 17:00       | 214,5 m      | Kwalificatie                                                    |
| 14 maart | 16:30 17:30 | 214,5 m      | Eerste sprong (individueel) Tweede sprong (individueel)         |
| 15 maart | 16:00 17:30 | 214,5 m      | Derde sprong (individueel) Vierde sprong (individueel)          |
| 16 maart | 14:00 14:45 | 214,5 m      | Eerste sprong (landenwedstrijd) Tweede sprong (landenwedstrijd) |

## Medailles
| Onderdeel       | Goud     | Goud           | Zilver   | Zilver        | Brons    | Brons       |
| --------------- | -------- | -------------- | -------- | ------------- | -------- | ----------- |
| Individueel     | GER      | Severin Freund | NOR      | Anders Bardal | SLO      | Peter Prevc |
| Landenwedstrijd | Afgelast | Afgelast       | Afgelast | Afgelast      | Afgelast | Afgelast    |

### Medaillespiegel
| Plaats | Land      | Goud | Zilver | Brons | Totaal |
| 1      | Duitsland | 1    | 0      | 0     | 1      |
| 2      | Noorwegen | 0    | 1      | 0     | 1      |
| 3      | Slovenië  | 0    | 0      | 1     | 1      |
| Totaal | Totaal    | 1    | 1      | 1     | 3      |